# ATP Challenger Mons
Das ATP Challenger Mons (offizieller Name: Ethias Trophy) war ein von 2005 bis 2016 jährlich stattfindendes Tennisturnier in Mons, Belgien. Es war Teil der ATP Challenger Tour und wurde in der Halle auf Hartplatz ausgetragen. Im Einzel konnte niemand das Turnier mehr als einmal gewinnen. Im Doppel gewannen Lovro Zovko, Filip Polášek und Tomasz Bednarek je zweimal.

## Liste der Sieger

### Einzel
| Jahr | Sieger               | Finalgegner            | Ergebnis        |
| ---- | -------------------- | ---------------------- | --------------- |
| 2016 | Jan-Lennard Struff   | Vincent Millot         | 6:2, 6:0        |
| 2015 | Illja Martschenko    | Benjamin Becker        | 6:2, 6:78, 6:4  |
| 2014 | David Goffin         | Steve Darcis           | 6:3, 6:3        |
| 2013 | Radek Štěpánek       | Igor Sijsling          | 6:3, 7:5        |
| 2012 | Kenny de Schepper    | Michaël Llodra         | 7:67, 4:6, 7:64 |
| 2011 | Andreas Seppi        | Julien Benneteau       | 2:6, 6:3, 7:64  |
| 2010 | Adrian Mannarino     | Steve Darcis           | 7:5, 6:2        |
| 2009 | Janko Tipsarević (2) | Serhij Stachowskyj     | 7:64, 6:3       |
| 2008 | Teimuras Gabaschwili | Édouard Roger-Vasselin | 6:4, 6:4        |
| 2007 | Ernests Gulbis       | Kristof Vliegen        | 7:5, 6:3        |
| 2006 | Janko Tipsarević (1) | Alex Bogdanovic        | 6:4, 1:6, 6:2   |
| 2005 | Olivier Rochus       | Xavier Malisse         | 6:2, 6:0        |

### Doppel
| Jahr | Sieger                                 | Finalgegner                              | Ergebnis           |
| ---- | -------------------------------------- | ---------------------------------------- | ------------------ |
| 2016 | Julian Knowle Jürgen Melzer            | Sander Arends Wesley Koolhof             | 7:64, 7:64         |
| 2015 | Ruben Bemelmans Philipp Petzschner (2) | Rameez Junaid Igor Zelenay               | 6:3, 6:1           |
| 2014 | Marc Gicquel Nicolas Mahut             | Andre Begemann Julian Knowle             | 6:3, 6:4           |
| 2013 | Jesse Huta Galung Igor Sijsling        | Eric Butorac Raven Klaasen               | 4:6, 7:62, [10:7]  |
| 2012 | Tomasz Bednarek (2) Jerzy Janowicz     | Michaël Llodra Édouard Roger-Vasselin    | 7:5, 4:6, [10:2]   |
| 2011 | Johan Brunström Ken Skupski            | Kenny de Schepper Édouard Roger-Vasselin | 7:64, 6:3          |
| 2010 | Filip Polášek (2) Igor Zelenay         | Ruben Bemelmans Yannick Mertens          | 3:6, 6:4, [10:5]   |
| 2009 | Denis Istomin Jewgeni Koroljow         | Alejandro Falla Teimuras Gabaschwili     | 6:74, 7:64, [11:9] |
| 2008 | Michal Mertiňák Lovro Zovko (2)        | Yves Allegro Horia Tecău                 | 7:5, 6:3           |
| 2007 | Tomasz Bednarek (1) Filip Polášek (1)  | Philipp Petzschner Alexander Peya        | 6:2, 5:7, [10:8]   |
| 2006 | Jean-Claude Scherrer Lovro Zovko (1)   | Jordan Kerr David Škoch                  | 6:2, 6:4           |
| 2005 | Christopher Kas Philipp Petzschner (1) | Tomáš Cibulec Tom Vanhoudt               | 7:64, 6:2          |